# Robin Welsh
Pour les articles homonymes, voir Welsh.
Robin Welsh, né le 20 octobre 1869 à Édimbourg et mort le 21 octobre 1934 dans la même ville, est un joueur écossais de curling et de rugby à XV ainsi qu'un dirigeant sportif. 

## Biographie
Il évolue dans sa jeunesse au club de rugby à XV du Watsonians RFC et compte quatre sélections en équipe d'Écosse.
À l'âge de 54 ans, il est sacré champion olympique aux Jeux d'hiver de 1924 se tenant à Chamonix avec l'équipe de Grande-Bretagne de curling. 
En 1925, il devient le 46e président de la Fédération écossaise de rugby à XV.